# 고성능 컴퓨팅

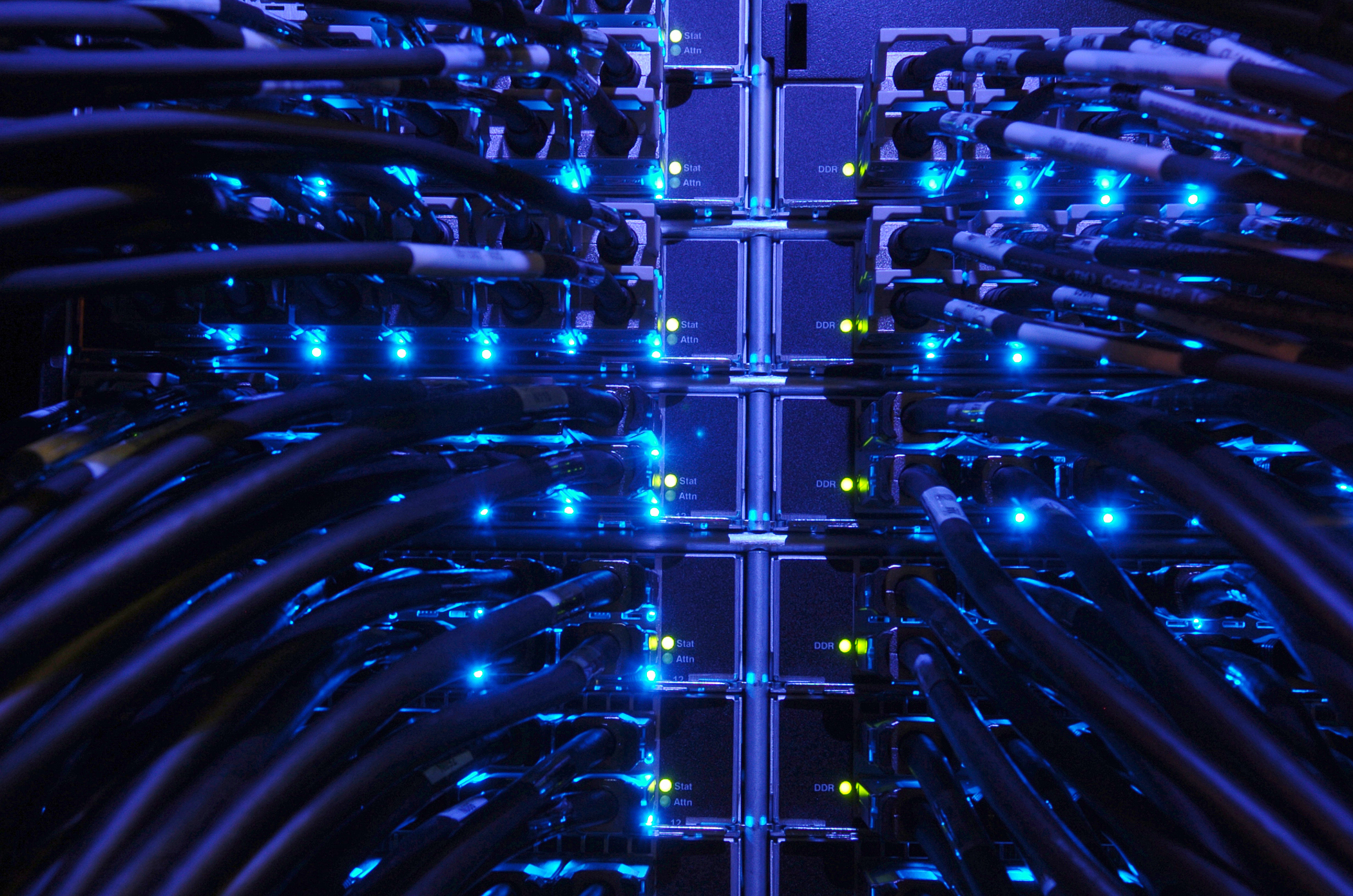
나노스케일 센터에 있는 고급 펜텀 소스

고성능 컴퓨팅(영어: high-performance computing, HPC)은 고급 연산 문제를 풀기 위하여 슈퍼컴퓨터 및 컴퓨터 클러스터를 사용하는 것을 말한다. 최근에는 테라플롭스 이상의 규모를 HPC에 사용되는 컴퓨터를 구분하는 기준으로 쓴다.

## 개요
과학 연구와 연관된 고성능 컴퓨터의 이용을 일반적으로 널리 쓰이는 고성능 컴퓨팅의 정의로 본다. 비슷한 용어로, 고성능 기술적 컴퓨팅 (HPTC)은 일반적으로 클러스터 기반 컴퓨팅용의 유체역학 연산이나 가상 실험체의 생성과 실험 등을 다루는 공학 응용 프로그램들을 뜻한다. 최근에 HPC는 경영 분야에서 클러스터 기반 슈퍼컴퓨터에서 작동하는 데이터 창고, LOB, 업무처리과정 응용 프로그램들에 적용된다.

## TOP 500
가장 강력한 고성능 컴퓨터에 대한 정보는 TOP 500에서 찾아볼 수 있다. TOP500은 린팩(Linpack) 벤치마크 기준으로 세계에서 가장 빠른 슈퍼컴퓨터 500대의 목록이다.

## 같이 보기
- 고성능 기술적 컴퓨팅
- 컴퓨터 클러스터
- 분산 컴퓨팅
- 병렬 컴퓨팅
- 퀀텀 컴퓨팅
- 메타 컴퓨팅
- 슈퍼 컴퓨터
- 고가용성 클러스터
- 고처리량 컴퓨팅
- 다중 작업 컴퓨팅
- CERN
- 윈도 HPC 서버 2008